# Боркова, Марина Владимировна
Марина Владимировна Боркова (род. 18 мая 1972) — советская и российская шашистка. Международный гроссмейстер, чемпионка России по международным шашкам 1997 (личное первенство), 2004 и 2005 годов (лично-командное первенство), серебряный призёр чемпионата Европы по международным шашкам (1996).

## Спортивная карьера
В детстве Марина Боркова больше увлекалась шахматами, чем шашками. Её заметила Татьяна Степанова, тренер шашечной секции, где она играла с друзьями, и в 12 лет включила в команду школы, выигравшую сначала районные, а затем областные соревнования. На республиканском турнире «Чудо-шашки» в Туле команда Борковой стала пятой в 1985 году и третьей год спустя. Сама Марина во время турнира 1985 года стала перворазрядницей. В 1988 году она стала бронзовым призёром чемпионата СССР среди девушек, а в 1989 году, в десятом классе, чемпионкой СССР среди девушек.
Основные успехи Борковой во взрослых шашках пришлись на середину 1990-х годов. Именно тогда, в 1995 году, она стала бронзовым призёром чемпионата России, в 1996 году завоевала серебряную медаль чемпионата Европы, а ещё через год в Туле стала чемпионкой России. После попадания в число призёров чемпионата Европы Боркова получила звание международного гроссмейстера.
В 2004 и 2005 годах Боркова дважды подряд выиграла лично-командное первенство России, проводящееся под эгидой Федерации шашек России, — сначала в Уфе, а затем в Москве. В 2007 году команда тверского клуба им. А. Новикова, за которую выступали Боркова и Олеся Абдуллина, завоевала третье место на Кубке Конфедерации в Экс-ле-Бене (Франция).
Помимо международных шашек, Марина Боркова участвует в шашечных соревнованиях на малой доске (шашки-64). В 2006 году она получила звание международного мастера по русским шашкам. На чемпионате Европы по шашкам-64 того же года в Саарбрюккене (Германия) Боркова заняла четвёртое место, проиграв в полуфинале будущей чемпионке Екатерине Бушуевой.

## Личная жизнь
Марина замужем за мастером спорта по шашкам Денисом Борковым. У супругов Борковых трое детей — сын и дочери-близнецы.